# Campeonato de Primera C 2013-14 (Argentina)
El Campeonato de Primera C 2013-14 fue la octagésima temporada de la categoría y la vigésimo séptima de esta división como cuarta categoría del fútbol argentino. Fue disputado entre el 2 de agosto de 2013 y el 25 de mayo de 2014.
Para este torneo se incorporaron Central Córdoba de Rosario y San Telmo, descendidos de la Primera B, así como Argentino de Quilmes e Ituzaingó, campeón y segundo ascendido de la Primera D, respectivamente.
El campeón fue Sportivo Italiano, que de esta manera obtuvo el primer ascenso, mientras que el ganador del Torneo reducido fue Deportivo Español, obteniendo así el segundo ascenso a la Primera B.
Asimismo, el torneo determinó el descenso de Liniers e Ituzaingó, últimos en la tabla de promedios.

## Ascensos y descensos
| Pos. | Descendido a la Primera D 2013-14 |
| ---- | --------------------------------- |
| 19.º | San Miguel                        |
| 20.º | El Porvenir                       |

| Pos.      | Ascendidos de la Primera D 2012-13 |
| --------- | ---------------------------------- |
| 1.º       | Argentino de Quilmes               |
| Gan. red. | Ituzaingo                          |

| Pos.      | Ascendidos a la Primera B 2013-14 |
| --------- | --------------------------------- |
| 1.º       | UAI Urquiza                       |
| Gan. red. | Fénix                             |

| Pos. | Descendidos de la Primera B 2012-13 |
| ---- | ----------------------------------- |
| 20.º | San Telmo                           |
| 21.º | Central Córdoba (R)                 |

## Equipos
| Equipo                   | Ciudad               | Estadio                          | Capacidad |
| ------------------------ | -------------------- | -------------------------------- | --------- |
| Argentino                | Merlo                | Merlo                            | 11.000    |
| Argentino de Quilmes     | Quilmes              | Argentino de Quilmes             | 7.000     |
| Berazategui              | Berazategui          | Norman Lee                       | 5.500     |
| Central Córdoba          | Rosario              | Gabino Sosa                      | 18.000    |
| Defensores de Cambaceres | Ensenada             | 12 de Octubre                    | 8.500     |
| Defensores Unidos        | Zarate               | Gigante de Villa Fox             | 8.000     |
| Deportivo Español        | Buenos Aires         | Nueva España                     | 35.000    |
| Deportivo Laferrere      | Laferrere            | José Luis Sánchez                | 13.000    |
| Dock Sud                 | Dock Sud             | De los Inmigrantes               | 8.200     |
| Excursionistas           | Buenos Aires         | Excursionistas                   | 8.000     |
| General Lamadrid         | Buenos Aires         | Enrique Sexto                    | 3.500     |
| Ituzaingó                | Ituzaingó            | Ituzaingó                        | 5.000     |
| J. J. Urquiza            | El Libertador        | Ramón Roque Martín               | 2.500     |
| Liniers                  | San Justo            | Juan Antonio Arias               | 5.000     |
| Luján                    | Luján                | Municipal de la Ciudad de Luján  | 4.000     |
| Ferrocarril Midland      | Libertad             | Ciudad de Libertad               | 6.000     |
| Sacachispas              | Buenos Aires         | Beto Larrosa                     | 4.000     |
| San Telmo                | Dock Sud             | Dr. Osvaldo Baletto              | 5.500     |
| Sportivo Italiano        | Ciudad Evita         | República de Italia              | 8.000     |
| Talleres (RdE)           | Remedios de Escalada | Talleres de Remedios de Escalada | 15.000    |

### Distribución geográfica de los equipos
| Provincia                      | Región                     | Cant. | Equipos                                |
| ------------------------------ | -------------------------- | ----- | -------------------------------------- |
| Provincia de Buenos Aires (15) | Partido de La Matanza      | 3     | Laferrere, Liniers y Sportivo Italiano |
| Provincia de Buenos Aires (15) | Partido de Avellaneda      | 2     | Dock Sud y San Telmo                   |
| Provincia de Buenos Aires (15) | Partido de Merlo           | 2     | Argentino (M) y Ferrocarril Midland    |
| Provincia de Buenos Aires (15) | Partido de Berazategui     | 1     | Berazategui                            |
| Provincia de Buenos Aires (15) | Partido de Ensenada        | 1     | Defensores de Cambaceres               |
| Provincia de Buenos Aires (15) | Partido de Ituzaingó       | 1     | Ituzaingó                              |
| Provincia de Buenos Aires (15) | Partido de Lanús           | 1     | Talleres (RdE)                         |
| Provincia de Buenos Aires (15) | Partido de Luján           | 1     | Luján                                  |
| Provincia de Buenos Aires (15) | Partido de Quilmes         | 1     | Argentino de Quilmes                   |
| Provincia de Buenos Aires (15) | Partido de Tres de Febrero | 1     | JJ Urquiza                             |
| Provincia de Buenos Aires (15) | Partido de Zárate          | 1     | Defensores Unidos                      |
| Ciudad de Buenos Aires (4)     | Belgrano                   | 1     | Excursionistas                         |
| Ciudad de Buenos Aires (4)     | Parque Avellaneda          | 1     | Deportivo Español                      |
| Ciudad de Buenos Aires (4)     | Villa Devoto               | 1     | General Lamadrid                       |
| Ciudad de Buenos Aires (4)     | Villa Soldati              | 1     | Sacachispas                            |
| Provincia de Santa Fe (1)      | Departamento de Rosario    | 1     | Central Córdoba                        |

## Formato

### Competición
Se disputó un torneo de 38 fechas por el sistema de todos contra todos, ida y vuelta.

### Ascensos
El equipo que más puntos obtuvo se consagró campeón y ascendió directamente. Los equipos ubicados entre el segundo y el quinto puesto de la tabla de posiciones final clasificaron al Torneo reducido, cuyo ganador obtuvo el segundo ascenso a la Primera B.

### Descensos
El promedio se calculó con los puntos obtenidos en la fase regular de los torneos de 2011-12, 2012-13 y 2013-14. Los equipos que ocuparon los dos últimos lugares de la tabla de promedios descendieron a la Primera D.

## Tabla de posiciones
| Pos  | Equipo                   | Pts | PJ | PG | PE | PP | GF | GC | Dif |
| ---- | ------------------------ | --- | -- | -- | -- | -- | -- | -- | --- |
| 1.º  | Sportivo Italiano        | 67  | 38 | 18 | 13 | 7  | 44 | 34 | 10  |
| 2.º  | Defensores de Cambaceres | 60  | 38 | 15 | 15 | 8  | 40 | 29 | 11  |
| 3.º  | Deportivo Español        | 59  | 38 | 14 | 17 | 7  | 43 | 34 | 9   |
| 4.º  | Deportivo Laferrere      | 58  | 38 | 14 | 16 | 8  | 46 | 30 | 16  |
| 5.º  | Argentino de Quilmes     | 57  | 38 | 17 | 6  | 15 | 46 | 43 | 3   |
| 6.º  | Midland                  | 57  | 38 | 15 | 12 | 11 | 38 | 35 | 3   |
| 7.º  | Talleres (RdE)           | 55  | 38 | 15 | 10 | 13 | 35 | 26 | 9   |
| 8.º  | Argentino (M)            | 55  | 38 | 14 | 13 | 11 | 46 | 40 | 6   |
| 9.º  | Defensores Unidos        | 53  | 38 | 13 | 14 | 11 | 40 | 35 | 5   |
| 10.º | Excursionistas           | 53  | 38 | 14 | 11 | 13 | 32 | 35 | -3  |
| 11.º | San Telmo                | 49  | 38 | 12 | 13 | 13 | 48 | 39 | 9   |
| 12.º | General Lamadrid         | 49  | 38 | 11 | 16 | 11 | 30 | 27 | 3   |
| 13.º | Luján                    | 48  | 38 | 11 | 15 | 12 | 29 | 34 | -5  |
| 14.º | Sacachispas              | 47  | 38 | 11 | 14 | 13 | 43 | 51 | -8  |
| 15.º | Dock Sud                 | 46  | 38 | 11 | 13 | 14 | 49 | 50 | -1  |
| 16.º | Ituzaingo                | 44  | 38 | 10 | 14 | 14 | 36 | 45 | -9  |
| 17.º | Liniers                  | 41  | 38 | 10 | 11 | 17 | 44 | 53 | -9  |
| 18.º | Central Córdoba          | 39  | 38 | 7  | 18 | 13 | 24 | 39 | -15 |
| 19.º | Berazategui              | 35  | 38 | 7  | 14 | 17 | 29 | 45 | -16 |
| 20.º | J. J. Urquiza            | 32  | 38 | 5  | 17 | 16 | 25 | 43 | -18 |

|  | Campeón. Ascendió a la Primera B Metropolitana         |
|  | Clasificados al Torneo Reducido por el segundo ascenso |

### Evolución de las posiciones

#### Primera rueda
| Equipo / Fecha           | 01   | 02   | 03   | 04   | 05   | 06   | 07   | 08   | 09   | 10   | 11   | 12   | 13   | 14   | 15   | 16   | 17   | 18   | 19   |
| ------------------------ | ---- | ---- | ---- | ---- | ---- | ---- | ---- | ---- | ---- | ---- | ---- | ---- | ---- | ---- | ---- | ---- | ---- | ---- | ---- |
| Argentino (M)            | 03.º | 05.º | 10.º | 06.º | 07.º | 02.º | 06.º | 06.º | 03.º | 02.º | 02.º | 04.º | 05.º | 06.º | 07.º | 11.º | 07.º | 08.º | 09.º |
| Argentino de Quilmes     | 19.º | 20.º | 14.º | 16.º | 19.º | 16.º | 17.º | 17.º | 18.º | 18.º | 18.º | 19.º | 18.º | 16.º | 17.º | 16.º | 17.º | 17.º | 15.º |
| Berazategui              | 07.º | 03.º | 04.º | 08.º | 09.º | 13.º | 13.º | 13.º | 14.º | 13.º | 14.º | 15.º | 16.º | 17.º | 16.º | 17.º | 16.º | 15.º | 18.º |
| Central Córdoba          | 18.º | 17.º | 19.º | 19.º | 14.º | 17.º | 16.º | 15.º | 16.º | 17.º | 17.º | 17.º | 17.º | 18.º | 18.º | 19.º | 18.º | 18.º | 16.º |
| Defensores de Cambaceres | 09.º | 06.º | 09.º | 03.º | 02.º | 05.º | 01.º | 01.º | 02.º | 04.º | 07.º | 03.º | 04.º | 03.º | 03.º | 02.º | 02.º | 02.º | 02.º |
| Defensores Unidos        | 15.º | 15.º | 18.º | 14.º | 11.º | 06.º | 11.º | 11.º | 10.º | 11.º | 12.º | 10.º | 11.º | 08.º | 08.º | 06.º | 11.º | 10.º | 08.º |
| Deportivo Español        | 01.º | 04.º | 05.º | 09.º | 10.º | 11.º | 08.º | 08.º | 05.º | 06.º | 04.º | 02.º | 02.º | 04.º | 05.º | 05.º | 10.º | 06.º | 04.º |
| Deportivo Laferrere      | 13.º | 12.º | 17.º | 17.º | 17.º | 18.º | 18.º | 18.º | 19.º | 19.º | 19.º | 18.º | 20.º | 19.º | 19.º | 18.º | 19.º | 20.º | 19.º |
| Dock Sud                 | 04.º | 02.º | 02.º | 01.º | 01.º | 01.º | 04.º | 05.º | 07.º | 07.º | 06.º | 07.º | 09.º | 11.º | 11.º | 10.º | 12.º | 12.º | 12.º |
| Excursionistas           | 10.º | 11.º | 08.º | 02.º | 04.º | 12.º | 09.º | 09.º | 06.º | 08.º | 10.º | 09.º | 08.º | 09.º | 09.º | 07.º | 04.º | 04.º | 07.º |
| General Lamadrid         | 11.º | 13.º | 12.º | 10.º | 12.º | 08.º | 10.º | 12.º | 12.º | 15.º | 15.º | 13.º | 14.º | 15.º | 14.º | 13.º | 13.º | 13.º | 13.º |
| Ituzaingó                | 12.º | 18.º | 15.º | 18.º | 16.º | 14.º | 14.º | 16.º | 13.º | 12.º | 09.º | 11.º | 13.º | 14.º | 15.º | 15.º | 14.º | 16.º | 17.º |
| J. J. Urquiza            | 16.º | 16.º | 16.º | 15.º | 18.º | 19.º | 19.º | 20.º | 20.º | 20.º | 20.º | 20.º | 19.º | 20.º | 20.º | 20.º | 20.º | 19.º | 20.º |
| Liniers                  | 05.º | 09.º | 13.º | 11.º | 13.º | 10.º | 12.º | 10.º | 11.º | 10.º | 11.º | 12.º | 10.º | 10.º | 13.º | 14.º | 15.º | 14.º | 14.º |
| Luján                    | 14.º | 14.º | 07.º | 04.º | 03.º | 09.º | 07.º | 07.º | 04.º | 03.º | 05.º | 05.º | 03.º | 02.º | 01.º | 01.º | 01.º | 01.º | 01.º |
| Midland                  | 06.º | 01.º | 01.º | 07.º | 08.º | 07.º | 05.º | 02.º | 01.º | 01.º | 01.º | 01.º | 01.º | 01.º | 02.º | 03.º | 03.º | 05.º | 03.º |
| Sacachispas              | 08.º | 10.º | 06.º | 12.º | 06.º | 04.º | 03.º | 04.º | 09.º | 05.º | 03.º | 06.º | 07.º | 07.º | 06.º | 08.º | 09.º | 09.º | 10.º |
| San Telmo                | 17.º | 19.º | 20.º | 20.º | 20.º | 20.º | 20.º | 19.º | 17.º | 16.º | 16.º | 16.º | 15.º | 12.º | 12.º | 12.º | 08.º | 11.º | 11.º |
| Sportivo Italiano        | 20.º | 08.º | 11.º | 13.º | 15.º | 15.º | 15.º | 14.º | 15.º | 14.º | 13.º | 14.º | 12.º | 13.º | 10.º | 09.º | 06.º | 07.º | 06.º |
| Talleres (RdE)           | 02.º | 07.º | 03.º | 05.º | 05.º | 03.º | 02.º | 03.º | 08.º | 09.º | 08.º | 08.º | 06.º | 05.º | 04.º | 04.º | 05.º | 03.º | 05.º |

#### Segunda rueda
| Equipo / Fecha           | 20   | 21   | 22   | 23   | 24   | 25   | 26   | 27   | 28   | 29   | 30   | 31   | 32   | 33   | 34   | 35   | 36   | 37   | 38   |
| ------------------------ | ---- | ---- | ---- | ---- | ---- | ---- | ---- | ---- | ---- | ---- | ---- | ---- | ---- | ---- | ---- | ---- | ---- | ---- | ---- |
| Argentino (M)            | 10.º | 10.º | 09.º | 09.º | 07.º | 07.º | 10.º | 09.º | 12.º | 08.º | 07.º | 04.º | 04.º | 05.º | 08.º | 10.º | 09.º | 06.º | 08.º |
| Argentino de Quilmes     | 16.º | 14.º | 11.º | 13.º | 13.º | 11.º | 13.º | 15.º | 13.º | 10.º | 10.º | 09.º | 09.º | 08.º | 10.º | 09.º | 10.º | 08.º | 05.º |
| Berazategui              | 17.º | 18.º | 18.º | 19.º | 17.º | 19.º | 20.º | 20.º | 20.º | 20.º | 19.º | 20.º | 19.º | 19.º | 19.º | 19.º | 19.º | 19.º | 19.º |
| Central Córdoba          | 18.º | 19.º | 19.º | 18.º | 19.º | 20.º | 19.º | 19.º | 19.º | 19.º | 20.º | 18.º | 18.º | 18.º | 18.º | 18.º | 18.º | 18.º | 18.º |
| Defensores de Cambaceres | 05.º | 02.º | 05.º | 05.º | 05.º | 05.º | 05.º | 06.º | 05.º | 07.º | 04.º | 05.º | 05.º | 04.º | 03.º | 02.º | 02.º | 02.º | 02.º |
| Defensores Unidos        | 06.º | 06.º | 04.º | 04.º | 04.º | 03.º | 04.º | 03.º | 04.º | 06.º | 08.º | 07.º | 08.º | 10.º | 09.º | 07.º | 07.º | 09.º | 09.º |
| Deportivo Español        | 02.º | 04.º | 03.º | 06.º | 03.º | 04.º | 06.º | 05.º | 03.º | 03.º | 03.º | 02.º | 03.º | 03.º | 02.º | 04.º | 05.º | 03.º | 03.º |
| Deportivo Laferrere      | 19.º | 17.º | 16.º | 16.º | 16.º | 16.º | 16.º | 13.º | 11.º | 12.º | 09.º | 10.º | 06.º | 07.º | 06.º | 05.º | 03.º | 04.º | 04.º |
| Dock Sud                 | 12.º | 13.º | 14.º | 15.º | 15.º | 15.º | 14.º | 12.º | 10.º | 11.º | 13.º | 11.º | 12.º | 13.º | 12.º | 13.º | 15.º | 15.º | 15.º |
| Excursionistas           | 04.º | 07.º | 07.º | 07.º | 08.º | 08.º | 07.º | 07.º | 07.º | 05.º | 06.º | 08.º | 10.º | 09.º | 07.º | 08.º | 08.º | 10.º | 10.º |
| General Lamadrid         | 13.º | 12.º | 15.º | 14.º | 14.º | 14.º | 11.º | 11.º | 09.º | 13.º | 15.º | 15.º | 15.º | 14.º | 14.º | 12.º | 13.º | 12.º | 12.º |
| Ituzaingó                | 15.º | 16.º | 17.º | 17.º | 18.º | 17.º | 17.º | 17.º | 17.º | 17.º | 17.º | 17.º | 17.º | 17.º | 17.º | 17.º | 17.º | 16.º | 16.º |
| J. J. de Urquiza         | 20.º | 20.º | 20.º | 20.º | 20.º | 18.º | 18.º | 18.º | 18.º | 18.º | 18.º | 19.º | 20.º | 20.º | 20.º | 20.º | 20.º | 20.º | 20.º |
| Liniers                  | 14.º | 15.º | 13.º | 12.º | 12.º | 13.º | 15.º | 16.º | 14.º | 15.º | 16.º | 16.º | 16.º | 16.º | 16.º | 16.º | 16.º | 17.º | 17.º |
| Luján                    | 07.º | 08.º | 08.º | 08.º | 09.º | 09.º | 08.º | 08.º | 08.º | 09.º | 11.º | 14.º | 14.º | 11.º | 13.º | 15.º | 14.º | 14.º | 13.º |
| Midland                  | 01.º | 03.º | 02.º | 02.º | 02.º | 02.º | 02.º | 02.º | 02.º | 02.º | 02.º | 03.º | 02.º | 02.º | 04.º | 03.º | 04.º | 05.º | 06.º |
| Sacachispas              | 09.º | 09.º | 10.º | 10.º | 10.º | 10.º | 12.º | 14.º | 16.º | 14.º | 14.º | 13.º | 13.º | 15.º | 15.º | 14.º | 11.º | 13.º | 14.º |
| San Telmo                | 11.º | 11.º | 12.º | 11.º | 11.º | 12.º | 09.º | 10.º | 15.º | 16.º | 12.º | 12.º | 11.º | 12.º | 11.º | 11.º | 12.º | 11.º | 11.º |
| Sportivo Italiano        | 03.º | 01.º | 01.º | 01.º | 01.º | 01.º | 01.º | 01.º | 01.º | 01.º | 01.º | 01.º | 01.º | 01.º | 01.º | 01.º | 01.º | 01.º | 01.º |
| Talleres (RdE)           | 08.º | 05.º | 06.º | 03.º | 06.º | 06.º | 03.º | 04.º | 06.º | 04.º | 05.º | 06.º | 07.º | 06.º | 05.º | 06.º | 06.º | 07.º | 07.º |

## Tabla de descenso
| Pos  | Equipo                   | 2011-12 | 2012-13 | 2013-14 | Total | PJ  | Promedio |
| ---- | ------------------------ | ------- | ------- | ------- | ----- | --- | -------- |
| 1.º  | Deportivo Laferrere      | 58      | 67      | 58      | 183   | 114 | 1,605    |
| 2.º  | Sportivo Italiano        | -       | 50      | 67      | 117   | 76  | 1,539    |
| 3.º  | Argentino de Quilmes     | -       | -       | 57      | 57    | 38  | 1,500    |
| 4.º  | Defensores de Cambaceres | 60      | 48      | 60      | 168   | 114 | 1,473    |
| 5.º  | Deportivo Español        | 43      | 62      | 59      | 164   | 114 | 1,438    |
| 6.º  | Midland                  | 53      | 52      | 57      | 162   | 114 | 1,421    |
| 7.º  | Sacachispas              | 40      | 63      | 47      | 150   | 114 | 1,315    |
| 8.º  | Argentino (M)            | 44      | 49      | 55      | 148   | 114 | 1,298    |
| 9.º  | San Telmo                | -       | -       | 49      | 49    | 38  | 1,289    |
| 10.º | Talleres (RdE)           | 50      | 41      | 55      | 146   | 114 | 1,280    |
| 11.º | Central Córdoba          | 57      | -       | 39      | 96    | 76  | 1,263    |
| 11.º | Defensores Unidos        | 40      | 51      | 53      | 144   | 114 | 1,263    |
| 11.º | Dock Sud                 | 54      | 44      | 46      | 144   | 114 | 1,263    |
| 14.º | Berazategui              | 52      | 51      | 35      | 138   | 114 | 1,210    |
| 15.º | General Lamadrid         | -       | 43      | 49      | 92    | 76  | 1,210    |
| 16.º | J. J. Urquiza            | 59      | 46      | 32      | 137   | 114 | 1,201    |
| 17.º | Excursionistas           | 49      | 32      | 53      | 134   | 114 | 1,175    |
| 18.º | Luján                    | 43      | 42      | 48      | 133   | 114 | 1,166    |
| 19.º | Ituzaingó                | -       | -       | 44      | 44    | 38  | 1,157    |
| 20.º | Liniers                  | 38      | 45      | 41      | 124   | 114 | 1,087    |

|  | Descendieron a la Primera D. |

## Resultados

### Primera rueda
| Luján                | 0 - 0 | Excursionistas           | Municipal de Luján               | 2 de agosto | 15:30 |
| Talleres (RdE)       | 2 - 0 | Sportivo Italiano        | Talleres de Remedios de Escalada | 2 de agosto | 15:30 |
| Defensores Unidos    | 1 - 2 | Argentino (M)            | Gigante de Villa Fox             | 3 de agosto | 12:00 |
| General Lamadrid     | 0 - 0 | Ituzaingó                | Enrique Sexto                    | 3 de agosto | 15:30 |
| Sacachispas          | 1 - 1 | Berazategui              | Beto Larrosa                     | 3 de agosto | 15:30 |
| Midland              | 1 - 0 | Central Córdoba          | Ciudad de Libertad               | 4 de agosto | 11:00 |
| J.J. de Urquiza      | 1 - 2 | Dock Sud                 | Ciudad de Caseros                | 5 de agosto | 15:30 |
| San Telmo            | 1 - 2 | Liniers                  | Dr. Osvaldo Baletto              | 5 de agosto | 15:30 |
| Argentino de Quilmes | 0 - 2 | Deportivo Español        | Norberto Tomaghello              | 5 de agosto | 15:30 |
| Deportivo Laferrere  | 0 - 0 | Defensores de Cambaceres | José Luis Sánchez                | 6 de agosto | 20:00 |

| Liniers                  | 0 - 3 | Midland              | Juan Antonio Arias  | 16 de agosto | 15:30 |
| Sportivo Italiano        | 2 - 1 | Ituzaingó            | República de Italia | 16 de agosto | 15:30 |
| Luján                    | 0 - 0 | General Lamadrid     | Municipal de Luján  | 17 de agosto | 12:00 |
| Central Córdoba (R)      | 1 - 1 | Sacachispas          | Gabino Sosa         | 17 de agosto | 15:30 |
| Argentino (M)            | 1 - 1 | J.J. de Urquiza      | Argentino (M)       | 17 de agosto | 15:30 |
| Excursionistas           | 1 - 1 | Deportivo Laferrere  | Excursionistas      | 17 de agosto | 15:30 |
| Dock Sud                 | 1 - 0 | Talleres (RdE)       | De los Inmigrantes  | 18 de agosto | 15:30 |
| Deportivo Español        | 1 - 1 | Defensores Unidos    | Nueva España        | 18 de agosto | 15:30 |
| Defensores de Cambaceres | 1 - 0 | San Telmo            | 12 de Octubre       | 19 de agosto | 15:30 |
| Berazategui              | 3 - 1 | Argentino de Quilmes | Norberto Tomaghello | 20 de agosto | 15:30 |

| Midland              | 0 - 0 | Defensores de Cambaceres | Ciudad de Libertad               | 23 de agosto | 15:30 |
| Talleres (RdE)       | 1 - 0 | Argentino (M)            | Talleres de Remedios de Escalada | 23 de agosto | 15:30 |
| Ituzaingó            | 2 - 2 | Dock Sud                 | Ituzaingó                        | 23 de agosto | 15:30 |
| J.J. de Urquiza      | 1 - 1 | Deportivo Español        | Ramón Roque Martín               | 23 de agosto | 15:30 |
| Defensores Unidos    | 1 - 1 | Berazategui              | Gigante de Villa Fox             | 23 de agosto | 15:30 |
| Deportivo Laferrere  | 2 - 3 | Luján                    | José Luis Sánchez                | 23 de agosto | 20:00 |
| General Lamadrid     | 1 - 1 | Sportivo Italiano        | Enrique Sexto                    | 24 de agosto | 15:30 |
| Sacachispas          | 2 - 1 | Liniers                  | Beto Larrosa                     | 24 de agosto | 15:30 |
| San Telmo            | 0 - 1 | Excursionistas           | Dr. Osvaldo Baletto              | 24 de agosto | 15:30 |
| Argentino de Quilmes | 1 - 0 | Central Córdoba (R)      | Norberto Tomaghello              | 24 de agosto | 15:45 |

| Dock Sud                 | 2 - 1 | Sportivo Italiano    | De los Inmigrantes  | 27 de agosto     | 15:30 |
| Luján                    | 1 - 0 | San Telmo            | Municipal de Luján  | 27 de agosto     | 15:30 |
| Defensores de Cambaceres | 3 - 1 | Sacachispas          | 12 de Octubre       | 27 de agosto     | 15:30 |
| Liniers                  | 1 - 0 | Argentino de Quilmes | Juan Antonio Arias  | 27 de agosto     | 15:30 |
| Berazategui              | 0 - 0 | J.J. de Urquiza      | Norberto Tomaghello | 27 de agosto     | 15:30 |
| Deportivo Español        | 0 - 0 | Talleres (RdE)       | Nueva España        | 27 de agosto     | 15:30 |
| Argentino (M)            | 1 - 0 | Ituzaingó            | Argentino (M)       | 27 de agosto     | 15:30 |
| Excursionistas           | 3 - 0 | Midland              | Excursionistas      | 27 de agosto     | 15:45 |
| Central Córdoba (R)      | 0 - 0 | Defensores Unidos    | Gabino Sosa         | 11 de septiembre | 20:00 |
| Deportivo Laferrere      | 0 - 1 | General Lamadrid     | José Luis Sánchez   | 19 de septiembre | 20:00 |

| Sacachispas          | 2 - 0 | Excursionistas           | Beto Larrosa                     | 31 de agosto    | 15:30 |
| Talleres (RdE)       | 1 - 1 | Berazategui              | Talleres de Remedios de Escalada | 31 de agosto    | 15:30 |
| J.J. de Urquiza      | 0 - 1 | Central Córdoba (R)      | Ramón Roque Martín               | 31 de agosto    | 15:30 |
| General Lamadrid     | 1 - 2 | Dock Sud                 | Enrique Sexto                    | 31 de agosto    | 15:30 |
| Midland              | 0 - 0 | Luján                    | Ciudad de Libertad               | 1 de septiembre | 11:00 |
| Ituzaingó            | 2 - 2 | Deportivo Español        | Ituzaingó                        | 1 de septiembre | 11:15 |
| Argentino de Quilmes | 0 - 1 | Defensores de Cambaceres | Norberto Tomaghello              | 1 de septiembre | 15:30 |
| Sportivo Italiano    | 0 - 0 | Argentino (M)            | República de Italia              | 2 de septiembre | 15:30 |
| Defensores Unidos    | 2 - 1 | Liniers                  | Gigante de Villa Fox             | 2 de septiembre | 16:10 |
| San Telmo            | 1 - 1 | Deportivo Laferrere      | Dr. Osvaldo Baletto              | 2 de octubre    | 15:30 |

| San Telmo                | 0 - 1 | General Lamadrid     | Dr. Osvaldo Baletto | 6 de septiembre  | 15:30 |
| Defensores de Cambaceres | 1 - 3 | Defensores Unidos    | 12 de Octubre       | 6 de septiembre  | 15:30 |
| Excursionistas           | 0 - 2 | Argentino de Quilmes | Excursionistas      | 6 de septiembre  | 15:50 |
| Luján                    | 0 - 1 | Sacachispas          | Municipal de Luján  | 7 de septiembre  | 12:00 |
| Central Córdoba (R)      | 0 - 1 | Talleres (RdE)       | Gabino Sosa         | 7 de septiembre  | 15:30 |
| Deportivo Laferrere      | 1 - 1 | Midland              | José Luis Sánchez   | 8 de septiembre  | 11:00 |
| Liniers                  | 2 - 1 | J.J. de Urquiza      | Juan Antonio Arias  | 11 de septiembre | 15:30 |
| Berazategui              | 0 - 1 | Ituzaingó            | José Luis Sánchez   | 11 de septiembre | 15:30 |
| Argentino (M)            | 2 - 0 | Dock Sud             | Argentino (M)       | 11 de septiembre | 15:30 |
| Deportivo Español        | 1 - 1 | Sportivo Italiano    | Nueva España        | 11 de septiembre | 20:00 |

| Midland              | 2 - 0 | San Telmo                | Ciudad de Libertad                | 13 de septiembre | 15:30 |
| Talleres (RdE)       | 1 - 0 | Liniers                  | Talleres de Remedios de Escalada  | 14 de septiembre | 11:30 |
| General Lamadrid     | 0 - 0 | Argentino (M)            | Enrique Sexto                     | 14 de septiembre | 15:30 |
| Dock Sud             | 1 - 3 | Deportivo Español        | De los Inmigrantes                | 15 de septiembre | 13:05 |
| Ituzaingó            | 0 - 0 | Central Córdoba (R)      | Ituzaingó                         | 15 de septiembre | 14:00 |
| Sacachispas          | 2 - 1 | Deportivo Laferrere      | Beto Larrosa                      | 15 de septiembre | 15:30 |
| Argentino de Quilmes | 1 - 2 | Luján                    | Centenario Dr. José Luis Meiszner | 15 de septiembre | 16:00 |
| J.J. de Urquiza      | 0 - 2 | Defensores de Cambaceres | Ramón Roque Martín                | 18 de septiembre | 15:30 |
| Sportivo Italiano    | 0 - 0 | Berazategui              | República de Italia               | 18 de septiembre | 15:45 |
| Defensores Unidos    | 1 - 2 | Excursionistas           | Leandro N. Alem                   | 2 de octubre     | 15:30 |

| Liniers                  | 2 - 0 | Ituzaingó            | Juan Antonio Arias  | 20 de septiembre | 15:35 |
| Luján                    | 1 - 1 | Defensores Unidos    | Municipal de Luján  | 21 de septiembre | 15:30 |
| San Telmo                | 3 - 1 | Sacachispas          | Dr. Osvaldo Baletto | 21 de septiembre | 15:30 |
| Deportivo Español        | 2 - 2 | Argentino (M)        | Nueva España        | 21 de septiembre | 15:30 |
| Central Córdoba (R)      | 1 - 1 | Sportivo Italiano    | Gabino Sosa         | 22 de septiembre | 15:30 |
| Defensores de Cambaceres | 1 - 0 | Talleres (RdE)       | 12 de Octubre       | 23 de septiembre | 15:30 |
| Berazategui              | 1 - 1 | Dock Sud             | Juan Antonio Arias  | 23 de septiembre | 15:30 |
| Excursionistas           | 1 - 1 | J.J. de Urquiza      | Excursionistas      | 23 de septiembre | 15:45 |
| Deportivo Laferrere      | 0 - 0 | Argentino de Quilmes | José Luis Sánchez   | 24 de septiembre | 20:00 |
| Midland                  | 1 - 0 | General Lamadrid     | Ciudad de Libertad  | 25 de septiembre | 15:30 |

| Defensores Unidos    | 1 - 0 | Deportivo Laferrere      | Leandro N. Alem                  | 27 de septiembre | 15:45 |
| Argentino (M)        | 1 - 0 | Berazategui              | Argentino (M)                    | 28 de septiembre | 11:00 |
| Ituzaingó            | 2 - 1 | Defensores de Cambaceres | Ituzaingó                        | 28 de septiembre | 13:00 |
| Sportivo Italiano    | 1 - 1 | Liniers                  | República de Italia              | 28 de septiembre | 13:00 |
| Sacachispas          | 2 - 3 | Midland                  | Beto Larrosa                     | 29 de septiembre | 15:35 |
| Dock Sud             | 2 - 2 | Central Córdoba (R)      | De los Inmigrantes               | 30 de septiembre | 15:30 |
| General Lamadrid     | 1 - 2 | Deportivo Español        | Enrique Sexto                    | 30 de septiembre | 15:35 |
| J.J. de Urquiza      | 0 - 2 | Luján                    | Ramón Roque Martín               | 30 de septiembre | 15:35 |
| Argentino de Quilmes | 0 - 1 | San Telmo                | Argentino de Quilmes             | 25 de octubre    | 15:30 |
| Talleres (RdE)       | 0 - 1 | Excursionistas           | Talleres de Remedios de Escalada | 20 de noviembre  | 20:10 |

| Excursionistas           | 1 - 2 | Ituzaingó            | Excursionistas      | 5 de octubre | 15:30 |
| Liniers                  | 1 - 1 | Dock Sud             | Juan Antonio Arias  | 5 de octubre | 15:30 |
| Central Córdoba (R)      | 0 - 3 | Argentino (M)        | Gabino Sosa         | 5 de octubre | 15:30 |
| Sacachispas              | 1 - 0 | General Lamadrid     | Beto Larrosa        | 6 de octubre | 15:30 |
| Midland                  | 2 - 0 | Argentino de Quilmes | Ciudad de Libertad  | 7 de octubre | 15:30 |
| Luján                    | 1 - 0 | Talleres (RdE)       | Municipal de Luján  | 7 de octubre | 15:30 |
| Defensores de Cambaceres | 2 - 2 | Sportivo Italiano    | 12 de Octubre       | 7 de octubre | 15:30 |
| San Telmo                | 2 - 0 | Defensores Unidos    | Dr. Osvaldo Baletto | 7 de octubre | 15:35 |
| Deportivo Laferrere      | 1 - 1 | J.J. de Urquiza      | José Luis Sánchez   | 7 de octubre | 20:00 |
| Berazategui              | 0 - 0 | Deportivo Español    | José Luis Sánchez   | 8 de octubre | 15:30 |

| Dock Sud             | 1 - 0 | Defensores de Cambaceres | De los Inmigrantes               | 12 de octubre   | 14:00 |
| Argentino (M)        | 1 - 1 | Liniers                  | Argentino (M)                    | 12 de octubre   | 15:30 |
| Deportivo Español    | 1 - 0 | Central Córdoba (R)      | Nueva España                     | 12 de octubre   | 15:30 |
| General Lamadrid     | 1 - 1 | Berazategui              | Enrique Sexto                    | 12 de octubre   | 16:05 |
| Sportivo Italiano    | 1 - 0 | Excursionistas           | República de Italia              | 13 de octubre   | 11:00 |
| Ituzaingó            | 1 - 0 | Luján                    | Ituzaingó                        | 14 de octubre   | 11:00 |
| Talleres (RdE)       | 1 - 0 | Deportivo Laferrere      | Talleres de Remedios de Escalada | 14 de octubre   | 13:00 |
| Argentino de Quilmes | 1 - 2 | Sacachispas              | Argentino de Quilmes             | 15 de octubre   | 15:30 |
| J.J. de Urquiza      | 1 - 1 | San Telmo                | Ramón Roque Martín               | 15 de octubre   | 15:50 |
| Defensores Unidos    | 1 - 1 | Midland                  | Gigante de Villa Fox             | 20 de noviembre | 17:00 |

| Excursionistas           | 1 - 0 | Dock Sud          | Excursionistas       | 18 de octubre | 15:45 |
| Argentino de Quilmes     | 0 - 3 | General Lamadrid  | Argentino de Quilmes | 19 de octubre | 11:00 |
| Liniers                  | 0 - 1 | Deportivo Español | Juan Antonio Arias   | 19 de octubre | 15:30 |
| Central Córdoba (R)      | 0 - 0 | Berazategui       | Gabino Sosa          | 19 de octubre | 15:35 |
| Defensores de Cambaceres | 2 - 1 | Argentino (M)     | 12 de Octubre        | 21 de octubre | 15:30 |
| Luján                    | 2 - 2 | Sportivo Italiano | Municipal de Luján   | 21 de octubre | 15:30 |
| Midland                  | 2 - 1 | J.J. de Urquiza   | Ciudad de Libertad   | 21 de octubre | 15:30 |
| San Telmo                | 0 - 0 | Talleres (RdE)    | Dr. Osvaldo Baletto  | 21 de octubre | 15:30 |
| Sacachispas              | 1 - 3 | Defensores Unidos | Beto Larrosa         | 21 de octubre | 15:30 |
| Deportivo Laferrere      | 0 - 0 | Ituzaingó         | José Luis Sánchez    | 21 de octubre | 21:00 |

| Sportivo Italiano | 1 - 0 | Deportivo Laferrere      | República de Italia              | 2 de noviembre | 11:00 |
| Ituzaingó         | 0 - 1 | San Telmo                | Ituzaingó                        | 2 de noviembre | 11:00 |
| J.J. de Urquiza   | 1 - 0 | Sacachispas              | Ramón Roque Martín               | 2 de noviembre | 11:05 |
| Talleres (RdE)    | 2 - 0 | Midland                  | Talleres de Remedios de Escalada | 2 de noviembre | 15:30 |
| General Lamadrid  | 1 - 1 | Central Córdoba (R)      | Enrique Sexto                    | 2 de noviembre | 15:30 |
| Argentino (M)     | 1 - 1 | Excursionistas           | Argentino (M)                    | 2 de noviembre | 15:30 |
| Dock Sud          | 1 - 2 | Luján                    | De los Inmigrantes               | 3 de noviembre | 13:00 |
| Berazategui       | 2 - 3 | Liniers                  | Talleres de Remedios de Escalada | 3 de noviembre | 15:30 |
| Deportivo Español | 1 - 1 | Defensores de Cambaceres | Nueva España                     | 4 de noviembre | 15:30 |
| Defensores Unidos | 2 - 3 | Argentino de Quilmes     | Leandro N. Alem                  | 5 de noviembre | 15:30 |

| Luján                    | 2 - 1 | Argentino (M)       | Municipal de Luján   | 9 de noviembre  | 11:00 |
| Sacachispas              | 0 - 0 | Talleres (RdE)      | Beto Larrosa         | 9 de noviembre  | 15:30 |
| Argentino de Quilmes     | 2 - 1 | J.J. de Urquiza     | Argentino de Quilmes | 9 de noviembre  | 15:30 |
| Liniers                  | 1 - 1 | Central Córdoba (R) | Juan Antonio Arias   | 9 de noviembre  | 15:30 |
| Defensores de Cambaceres | 1 - 0 | Berazategui         | 12 de Octubre        | 10 de noviembre | 15:30 |
| Midland                  | 2 - 1 | Ituzaingó           | Ciudad de Libertad   | 11 de noviembre | 17:00 |
| Excursionistas           | 0 - 0 | Deportivo Español   | Excursionistas       | 11 de noviembre | 17:05 |
| Deportivo Laferrere      | 2 - 0 | Dock Sud            | José Luis Sánchez    | 11 de noviembre | 21:00 |
| Defensores Unidos        | 2 - 0 | General Lamadrid    | Gigante de Villa Fox | 12 de noviembre | 17:00 |
| San Telmo                | 2 - 0 | Sportivo Italiano   | Dr. Osvaldo Baletto  | 12 de noviembre | 17:00 |

| General Lamadrid    | 4 - 2 | Liniers                  | Enrique Sexto                    | 16 de noviembre | 17:00 |
| Argentino (M)       | 1 - 1 | Deportivo Laferrere      | Argentino (M)                    | 16 de noviembre | 17:00 |
| Sportivo Italiano   | 3 - 1 | Midland                  | República de Italia              | 16 de noviembre | 17:00 |
| Talleres (RdE)      | 3 - 0 | Argentino de Quilmes     | Talleres de Remedios de Escalada | 16 de noviembre | 20:30 |
| Berazategui         | 0 - 0 | Excursionistas           | Talleres de Remedios de Escalada | 17 de noviembre | 17:00 |
| J.J. de Urquiza     | 0 - 0 | Defensores Unidos        | Ramón Roque Martín               | 17 de noviembre | 17:00 |
| Deportivo Español   | 0 - 1 | Luján                    | Nueva España                     | 17 de noviembre | 17:10 |
| Central Córdoba (R) | 0 - 0 | Defensores de Cambaceres | Gabino Sosa                      | 18 de noviembre | 17:00 |
| Ituzaingó           | 1 - 2 | Sacachispas              | República de Italia              | 19 de noviembre | 17:00 |
| Dock Sud            | 1 - 1 | San Telmo                | De los Inmigrantes               | 19 de noviembre | 17:00 |

| Luján                    | 1 - 1 | Berazategui         | Municipal de Luján   | 22 de noviembre | 17:00 |
| Deportivo Laferrere      | 2 - 1 | Deportivo Español   | José Luis Sánchez    | 22 de noviembre | 21:00 |
| Excursionistas           | 1 - 0 | Central Córdoba (R) | Excursionistas       | 23 de noviembre | 17:00 |
| Sacachispas              | 0 - 1 | Sportivo Italiano   | Beto Larrosa         | 23 de noviembre | 17:00 |
| Midland                  | 1 - 2 | Dock Sud            | Ciudad de Libertad   | 23 de noviembre | 17:00 |
| San Telmo                | 2 - 0 | Argentino (M)       | Dr. Osvaldo Baletto  | 23 de noviembre | 17:00 |
| Defensores Unidos        | 1 - 0 | Talleres (RdE)      | Gigante de Villa Fox | 23 de noviembre | 17:20 |
| Argentino de Quilmes     | 3 - 0 | Ituzaingó           | Argentino de Quilmes | 26 de noviembre | 17:00 |
| Defensores de Cambaceres | 1 - 0 | Liniers             | 12 de Octubre        | 26 de noviembre | 17:00 |
| J.J. de Urquiza          | 1 - 1 | General Lamadrid    | Ramón Roque Martín   | 26 de noviembre | 17:15 |

| Ituzaingó           | 1 - 0 | Defensores Unidos        | Juan Antonio Arias               | 30 de noviembre | 17:00 |
| General Lamadrid    | 2 - 0 | Defensores de Cambaceres | Enrique Sexto                    | 30 de noviembre | 17:00 |
| Central Córdoba (R) | 2 - 1 | Luján                    | Gabino Sosa                      | 30 de noviembre | 17:00 |
| Deportivo Español   | 1 - 2 | San Telmo                | Nueva España                     | 30 de noviembre | 17:00 |
| Sportivo Italiano   | 2 - 1 | Argentino de Quilmes     | República de Italia              | 30 de noviembre | 17:00 |
| Talleres (RdE)      | 1 - 1 | J.J. de Urquiza          | Talleres de Remedios de Escalada | 30 de noviembre | 20:00 |
| Liniers             | 0 - 2 | Excursionistas           | Juan Antonio Arias               | 1 de diciembre  | 17:00 |
| Argentino (M)       | 1 - 0 | Midland                  | Argentino (M)                    | 1 de diciembre  | 17:00 |
| Berazategui         | 1 - 0 | Deportivo Laferrere      | Talleres de Remedios de Escalada | 3 de diciembre  | 17:00 |
| Dock Sud            | 1 - 1 | Sacachispas              | De los Inmigrantes               | 3 de diciembre  | 17:00 |

| Sacachispas          | 1 - 1 | Argentino (M)            | Beto Larrosa                     | 7 de diciembre  | 17:00 |
| Excursionistas       | 0 - 0 | Defensores de Cambaceres | Excursionistas                   | 7 de diciembre  | 17:00 |
| Talleres (RdE)       | 1 - 0 | General Lamadrid         | Talleres de Remedios de Escalada | 7 de diciembre  | 21:00 |
| Luján                | 0 - 1 | Liniers                  | Municipal de Luján               | 9 de diciembre  | 17:00 |
| Argentino de Quilmes | 2 - 0 | Dock Sud                 | Argentino de Quilmes             | 9 de diciembre  | 17:00 |
| San Telmo            | 1 - 2 | Berazategui              | Dr. Osvaldo Baletto              | 9 de diciembre  | 17:00 |
| Midland              | 1 - 3 | Deportivo Español        | Ciudad de Libertad               | 9 de diciembre  | 17:05 |
| J.J. de Urquiza      | 2 - 0 | Ituzaingó                | Ramón Roque Martín               | 10 de diciembre | 17:00 |
| Defensores Unidos    | 0 - 0 | Sportivo Italiano        | Gigante de Villa Fox             | 10 de diciembre | 17:00 |
| Deportivo Laferrere  | 1 - 2 | Central Córdoba (R)      | José Luis Sánchez                | 10 de diciembre | 17:00 |

| Ituzaingó                | 0 - 0 | Talleres (RdE)       | José Luis Sánchez                | 14 de diciembre | 17:00 |
| Defensores de Cambaceres | 0 - 0 | Luján                | 12 de Octubre                    | 14 de diciembre | 17:00 |
| Deportivo Español        | 1 - 0 | Sacachispas          | Nueva España                     | 14 de diciembre | 17:00 |
| Argentino (M)            | 0 - 1 | Argentino de Quilmes | Argentino (M)                    | 14 de diciembre | 17:00 |
| Sportivo Italiano        | 2 - 0 | J.J. de Urquiza      | República de Italia              | 14 de diciembre | 17:00 |
| Central Córdoba (R)      | 2 - 0 | San Telmo            | Gabino Sosa                      | 14 de diciembre | 17:05 |
| General Lamadrid         | 0 - 0 | Excursionistas       | Enrique Sexto                    | 14 de diciembre | 17:05 |
| Dock Sud                 | 2 - 3 | Defensores Unidos    | De los Inmigrantes               | 15 de diciembre | 17:00 |
| Liniers                  | 1 - 2 | Deportivo Laferrere  | Juan Antonio Arias               | 15 de diciembre | 17:00 |
| Berazategui              | 1 - 3 | Midland              | Talleres de Remedios de Escalada | 15 de diciembre | 17:05 |

### Segunda rueda
| Sportivo Italiano        | 2 - 0 | Talleres (RdE)       | República de Italia              | 8 de febrero  | 17:00 |
| Central Córdoba (R)      | 0 - 1 | Midland              | Gabino Sosa                      | 8 de febrero  | 17:00 |
| Dock Sud                 | 0 - 0 | J.J. de Urquiza      | De los Inmigrantes               | 9 de febrero  | 17:00 |
| Argentino (M)            | 2 - 3 | Defensores Unidos    | Argentino (M)                    | 9 de febrero  | 17:00 |
| Deportivo Español        | 1 - 0 | Argentino de Quilmes | Nueva España                     | 9 de febrero  | 17:00 |
| Defensores de Cambaceres | 1 - 1 | Deportivo Laferrere  | 12 de Octubre                    | 9 de febrero  | 17:00 |
| Liniers                  | 1 - 1 | San Telmo            | Juan Antonio Arias               | 9 de febrero  | 17:00 |
| Excursionistas           | 2 - 0 | Luján                | Excursionistas                   | 10 de febrero | 17:00 |
| Berazategui              | 2 - 2 | Sacachispas          | Talleres de Remedios de Escalada | 10 de febrero | 17:00 |
| Ituzaingó                | 1 - 1 | General Lamadrid     | Ramón Roque Martín               | 10 de febrero | 17:00 |

| J.J. de Urquiza      | 2 - 2 | Argentino (M)            | Ramón Roque Martín               | 14 de febrero | 17:00 |
| Defensores Unidos    | 0 - 0 | Deportivo Español        | Gigante de Villa Fox             | 14 de febrero | 17:00 |
| General Lamadrid     | 0 - 0 | Luján                    | Enrique Sexto                    | 15 de febrero | 17:00 |
| Argentino de Quilmes | 2 - 1 | Berazategui              | Argentino de Quilmes             | 15 de febrero | 17:00 |
| Talleres (RdE)       | 2 - 0 | Dock Sud                 | Talleres de Remedios de Escalada | 15 de febrero | 17:00 |
| Ituzaingó            | 2 - 3 | Sportivo Italiano        | Juan Antonio Arias               | 16 de febrero | 17:00 |
| Midland              | 1 - 1 | Liniers                  | Ciudad de Libertad               | 17 de febrero | 17:00 |
| San Telmo            | 2 - 3 | Defensores de Cambaceres | Dr. Osvaldo Baletto              | 17 de febrero | 17:00 |
| Deportivo Laferrere  | 2 - 0 | Excursionistas           | José Luis Sánchez                | 17 de febrero | 17:00 |
| Sacachispas          | 3 - 0 | Central Córdoba (R)      | Beto Larrosa                     | 18 de febrero | 17:00 |

| Deportivo Español        | 0 - 0 | J.J. de Urquiza      | Nueva España                     | 20 de febrero | 17:00 |
| Dock Sud                 | 1 - 1 | Ituzaingó            | De los Inmigrantes               | 21 de febrero | 17:00 |
| Argentino (M)            | 2 - 1 | Talleres (RdE)       | Argentino (M)                    | 21 de febrero | 17:00 |
| Berazategui              | 0 - 1 | Defensores Unidos    | Talleres de Remedios de Escalada | 21 de febrero | 17:00 |
| Sportivo Italiano        | 1 - 0 | General Lamadrid     | República de Italia              | 21 de febrero | 20:00 |
| Excursionistas           | 1 - 1 | San Telmo            | Excursionistas                   | 22 de febrero | 17:00 |
| Defensores de Cambaceres | 1 - 2 | Midland              | 12 de Octubre                    | 22 de febrero | 17:00 |
| Liniers                  | 1 - 0 | Sacachispas          | Juan Antonio Arias               | 22 de febrero | 17:00 |
| Central Córdoba (R)      | 1 - 2 | Argentino de Quilmes | Gabino Sosa                      | 22 de febrero | 17:00 |
| Luján                    | 1 - 3 | Deportivo Laferrere  | Municipal de Luján               | 22 de febrero | 17:00 |

| General Lamadrid     | 0 - 0 | Deportivo Laferrere      | Enrique Sexto                    | 25 de febrero | 17:00 |
| San Telmo            | 3 - 0 | Luján                    | Dr. Osvaldo Baletto              | 25 de febrero | 17:00 |
| Sacachispas          | 1 - 1 | Defensores de Cambaceres | Beto Larrosa                     | 25 de febrero | 17:00 |
| Argentino de Quilmes | 0 - 1 | Liniers                  | Argentino de Quilmes             | 25 de febrero | 17:00 |
| Talleres (RdE)       | 2 - 0 | Deportivo Español        | Talleres de Remedios de Escalada | 25 de febrero | 20:30 |
| Ituzaingó            | 0 - 0 | Argentino (M)            | José Luis Sánchez                | 26 de febrero | 17:00 |
| J.J. de Urquiza      | 1 - 0 | Berazategui              | Ramón Roque Martín               | 26 de febrero | 17:00 |
| Defensores Unidos    | 0 - 0 | Central Córdoba (R)      | Gigante de Villa Fox             | 26 de febrero | 17:00 |
| Midland              | 1 - 0 | Excursionistas           | Ciudad de Libertad               | 26 de febrero | 17:05 |
| Sportivo Italiano    | 2 - 1 | Dock Sud                 | República de Italia              | 26 de febrero | 20:00 |

| Dock Sud                 | 1 - 1 | General Lamadrid     | De los Inmigrantes | 1 de marzo | 17:00 |
| Excursionistas           | 2 - 2 | Sacachispas          | Excursionistas     | 1 de marzo | 17:00 |
| Defensores de Cambaceres | 0 - 0 | Argentino de Quilmes | 12 de Octubre      | 1 de marzo | 17:00 |
| Deportivo Laferrere      | 1 - 1 | San Telmo            | José Luis Sánchez  | 1 de marzo | 17:00 |
| Berazategui              | 1 - 0 | Talleres (RdE)       | Ramón Roque Martín | 1 de marzo | 17:00 |
| Argentino (M)            | 2 - 0 | Sportivo Italiano    | Argentino (M)      | 1 de marzo | 17:00 |
| Central Córdoba (R)      | 0 - 0 | J.J. de Urquiza      | Gabino Sosa        | 2 de marzo | 17:00 |
| Liniers                  | 1 - 1 | Defensores Unidos    | Juan Antonio Arias | 2 de marzo | 17:00 |
| Deportivo Español        | 3 - 1 | Ituzaingó            | Nueva España       | 2 de marzo | 17:05 |
| Luján                    | 1 - 1 | Midland              | Municipal de Luján | 3 de marzo | 17:00 |

| Dock Sud             | 4 - 0 | Argentino (M)            | De los Inmigrantes               | 7 de marzo  | 17:00 |
| Sportivo Italiano    | 1 - 1 | Deportivo Español        | República de Italia              | 8 de marzo  | 17:00 |
| Argentino de Quilmes | 2 - 0 | Excursionistas           | Argentino de Quilmes             | 8 de marzo  | 17:00 |
| General Lamadrid     | 1 - 0 | San Telmo                | Enrique Sexto                    | 8 de marzo  | 17:20 |
| Defensores Unidos    | 2 - 1 | Defensores de Cambaceres | Gigante de Villa Fox             | 9 de marzo  | 17:00 |
| Sacachispas          | 2 - 2 | Luján                    | Beto Larrosa                     | 10 de marzo | 17:00 |
| Ituzaingó            | 2 - 0 | Berazategui              | Ituzaingó                        | 10 de marzo | 17:00 |
| J.J. de Urquiza      | 2 - 1 | Liniers                  | Ramón Roque Martín               | 10 de marzo | 17:00 |
| Talleres (RdE)       | 0 - 0 | Central Córdoba (R)      | Talleres de Remedios de Escalada | 10 de marzo | 20:30 |
| Midland              | 0 - 0 | Deportivo Laferrere      | José Luis Sánchez                | 11 de marzo | 16:00 |

| Defensores de Cambaceres | 3 - 1 | J.J. de Urquiza      | Jorge Alfredo Arín  | 14 de marzo | 16:00 |
| Argentino (M)            | 0 - 1 | General Lamadrid     | Argentino (M)       | 14 de marzo | 16:35 |
| Deportivo Laferrere      | 3 - 1 | Sacachispas          | José Luis Sánchez   | 15 de marzo | 11:35 |
| Berazategui              | 1 - 3 | Sportivo Italiano    | Ramón Roque Martín  | 15 de marzo | 12:00 |
| Excursionistas           | 2 - 1 | Defensores Unidos    | Don León Kolbovsky  | 15 de marzo | 12:00 |
| Luján                    | 1 - 1 | Argentino de Quilmes | Municipal de Luján  | 15 de marzo | 14:00 |
| Liniers                  | 1 - 2 | Talleres (RdE)       | Juan Antonio Arias  | 15 de marzo | 16:00 |
| San Telmo                | 3 - 1 | Midland              | Dr. Osvaldo Baletto | 15 de marzo | 16:00 |
| Central Córdoba (R)      | 2 - 2 | Ituzaingó            | Gabino Sosa         | 15 de marzo | 16:05 |
| Deportivo Español        | 2 - 2 | Dock Sud             | Nueva España        | 16 de marzo | 16:00 |

| Ituzaingó            | 3 - 3 | Liniers                  | Ituzaingó                        | 18 de marzo | 16:00 |
| General Lamadrid     | 0 - 0 | Midland                  | Enrique Sexto                    | 18 de marzo | 16:00 |
| J.J. de Urquiza      | 1 - 0 | Excursionistas           | Ramón Roque Martín               | 18 de marzo | 16:00 |
| Argentino de Quilmes | 0 - 2 | Deportivo Laferrere      | Argentino de Quilmes             | 18 de marzo | 16:00 |
| Sportivo Italiano    | 0 - 1 | Central Córdoba (R)      | República de Italia              | 18 de marzo | 20:00 |
| Dock Sud             | 3 - 1 | Berazategui              | De Los Inmigrantes               | 19 de marzo | 14:00 |
| Defensores Unidos    | 0 - 0 | Luján                    | Gigante de Villa Fox             | 19 de marzo | 16:00 |
| Argentino (M)        | 2 - 2 | Deportivo Español        | Argentino (M)                    | 19 de marzo | 16:00 |
| Talleres (RdE)       | 0 - 0 | Defensores de Cambaceres | Talleres de Remedios de Escalada | 23 de abril | 20:30 |
| Sacachispas          | 2 - 1 | San Telmo                | Beto Larrosa                     | 7 de mayo   | 15:30 |

| Deportivo Español        | 0 - 2 | General Lamadrid     | Nueva España           | 22 de marzo | 16:00 |
| Liniers                  | 4 - 0 | Sportivo Italiano    | Juan Antonio Arias     | 22 de marzo | 16:00 |
| Deportivo Laferrere      | 1 - 0 | Defensores Unidos    | José Luis Sánchez      | 23 de marzo | 14:00 |
| Luján                    | 1 - 0 | J.J. de Urquiza      | Municipal de Luján     | 23 de marzo | 14:00 |
| San Telmo                | 2 - 3 | Argentino de Quilmes | Dr. Osvaldo Baletto    | 23 de marzo | 14:00 |
| Berazategui              | 0 - 0 | Argentino (M)        | República de Italia    | 23 de marzo | 16:00 |
| Central Córdoba (R)      | 1 - 5 | Dock Sud             | Gabino Sosa            | 23 de marzo | 16:00 |
| Excursionistas           | 1 - 0 | Talleres (RdE)       | República de Mataderos | 24 de marzo | 16:00 |
| Midland                  | 0 - 0 | Sacachispas          | Ciudad de Libertad     | 25 de marzo | 16:00 |
| Defensores de Cambaceres | 1 - 1 | Ituzaingó            | Jorge Alfredo Arín     | 25 de marzo | 16:05 |

| Defensores Unidos    | 1 - 1 | San Telmo                | Gigante de Villa Fox             | 28 de marzo | 16:00 |
| Dock Sud             | 2 - 2 | Liniers                  | De Los Inmigrantes               | 28 de marzo | 16:00 |
| Argentino (M)        | 4 - 1 | Central Córdoba (R)      | Argentino (M)                    | 28 de marzo | 16:00 |
| J.J. de Urquiza      | 2 - 2 | Deportivo Laferrere      | Ramón Roque Martín               | 28 de marzo | 16:05 |
| Talleres (RdE)       | 1 - 0 | Luján                    | Talleres de Remedios de Escalada | 28 de marzo | 21:00 |
| Argentino de Quilmes | 2 - 1 | Midland                  | Argentino de Quilmes             | 29 de marzo | 11:00 |
| Ituzaingó            | 0 - 1 | Excursionistas           | Ituzaingó                        | 29 de marzo | 11:00 |
| General Lamadrid     | 0 - 2 | Sacachispas              | Enrique Sexto                    | 29 de marzo | 16:00 |
| Deportivo Español    | 1 - 0 | Berazategui              | Nueva España                     | 29 de marzo | 16:00 |
| Sportivo Italiano    | 1 - 1 | Defensores de Cambaceres | República de Italia              | 30 de marzo | 16:00 |

| Midland                  | 1 - 0 | Defensores Unidos    | Ciudad de Libertad     | 2 de abril | 15:30 |
| Berazategui              | 2 - 1 | General Lamadrid     | República de Italia    | 2 de abril | 15:30 |
| San Telmo                | 3 - 0 | J.J. de Urquiza      | Dr. Osvaldo Baletto    | 2 de abril | 15:30 |
| Luján                    | 0 - 2 | Ituzaingó            | Municipal de Luján     | 2 de abril | 15:30 |
| Defensores de Cambaceres | 1 - 0 | Dock Sud             | 12 de Octubre          | 2 de abril | 15:30 |
| Liniers                  | 1 - 2 | Argentino (M)        | Juan Antonio Arias     | 2 de abril | 15:30 |
| Sacachispas              | 2 - 2 | Argentino de Quilmes | Beto Larrosa           | 2 de abril | 15:30 |
| Deportivo Laferrere      | 2 - 1 | Talleres (RdE)       | José Luis Sánchez      | 2 de abril | 20:00 |
| Excursionistas           | 0 - 1 | Sportivo Italiano    | República de Mataderos | 3 de abril | 14:15 |
| Central Córdoba (R)      | 0 - 3 | Deportivo Español    | Gabino Sosa            | 3 de abril | 15:30 |

| Argentino (M)     | 2 - 0 | Defensores de Cambaceres | Argentino (M)                    | 5 de abril | 15:30 |
| Defensores Unidos | 1 - 1 | Sacachispas              | Gigante de Villa Fox             | 6 de abril | 12:05 |
| Deportivo Español | 2 - 1 | Liniers                  | Nueva España                     | 6 de abril | 15:30 |
| Sportivo Italiano | 1 - 0 | Luján                    | República de Italia              | 7 de abril | 15:30 |
| J.J. de Urquiza   | 0 - 0 | Midland                  | Ramón Roque Martín               | 7 de abril | 15:30 |
| Ituzaingó         | 2 - 2 | Deportivo Laferrere      | Ituzaingó                        | 7 de abril | 15:30 |
| Dock Sud          | 2 - 1 | Excursionistas           | De Los Inmigrantes               | 7 de abril | 15:50 |
| Talleres (RdE)    | 3 - 3 | San Telmo                | Talleres de Remedios de Escalada | 7 de abril | 20:00 |
| Berazategui       | 0 - 2 | Central Córdoba (R)      | República de Italia              | 8 de abril | 15:30 |
| General Lamadrid  | 1 - 2 | Argentino de Quilmes     | Enrique Sexto                    | 9 de abril | 14:00 |

| Midland                  | 1 - 0 | Talleres (RdE)    | Ciudad de Libertad   | 11 de abril | 15:30 |
| Defensores de Cambaceres | 0 - 0 | Deportivo Español | 12 de Octubre        | 11 de abril | 15:30 |
| Liniers                  | 1 - 3 | Berazategui       | Juan Antonio Arias   | 12 de abril | 11:00 |
| Central Córdoba (R)      | 0 - 0 | General Lamadrid  | Gabino Sosa          | 12 de abril | 15:30 |
| San Telmo                | 3 - 0 | Ituzaingó         | Dr. Osvaldo Baletto  | 13 de abril | 11:00 |
| Argentino de Quilmes     | 1 - 1 | Defensores Unidos | Argentino de Quilmes | 13 de abril | 15:30 |
| Luján                    | 1 - 1 | Dock Sud          | Municipal de Luján   | 14 de abril | 15:30 |
| Sacachispas              | 0 - 0 | J.J. de Urquiza   | Beto Larrosa         | 14 de abril | 15:30 |
| Deportivo Laferrere      | 2 - 0 | Sportivo Italiano | José Luis Sánchez    | 14 de abril | 20:20 |
| Excursionistas           | 1 - 4 | Argentino (M)     | Guillermo Laza       | 16 de abril | 14:00 |

| Ituzaingó           | 0 - 0 | Midland                  | República de Italia              | 18 de abril | 15:30 |
| Talleres (RdE)      | 2 - 0 | Sacachispas              | Talleres de Remedios de Escalada | 18 de abril | 20:00 |
| Deportivo Español   | 0 - 1 | Excursionistas           | Nueva España                     | 19 de abril | 11:00 |
| Berazategui         | 0 - 2 | Defensores de Cambaceres | República de Italia              | 19 de abril | 15:30 |
| General Lamadrid    | 1 - 0 | Defensores Unidos        | Enrique Sexto                    | 19 de abril | 15:30 |
| Argentino (M)       | 0 - 1 | Luján                    | Argentino (M)                    | 20 de abril | 11:15 |
| Central Córdoba (R) | 2 - 0 | Liniers                  | Gabino Sosa                      | 20 de abril | 15:30 |
| Dock Sud            | 0 - 1 | Deportivo Laferrere      | De los Inmigrantes               | 21 de abril | 15:30 |
| J.J. de Urquiza     | 0 - 1 | Argentino de Quilmes     | Ramón Roque Martín               | 21 de abril | 15:30 |
| Sportivo Italiano   | 1 - 0 | San Telmo                | República de Italia              | 21 de abril | 20:00 |

| Excursionistas           | 1 - 0 | Berazategui         | República de Mataderos | 26 de abril | 15:30 |
| Liniers                  | 1 - 0 | General Lamadrid    | Juan Antonio Arias     | 26 de abril | 15:30 |
| Sacachispas              | 1 - 2 | Ituzaingó           | Beto Larrosa           | 26 de abril | 15:30 |
| Defensores Unidos        | 2 - 1 | J.J. Urquiza        | Gigante de Villa Fox   | 26 de abril | 15:30 |
| Argentino de Quilmes     | 1 - 2 | Talleres (RdE)      | Argentino de Quilmes   | 27 de abril | 11:00 |
| Deportivo Laferrere      | 2 - 0 | Argentino (M)       | José Luis Sánchez      | 28 de abril | 14:00 |
| Midland                  | 0 - 1 | Sportivo Italiano   | Ciudad de Libertad     | 28 de abril | 14:00 |
| Luján                    | 0 - 1 | Deportivo Español   | Municipal de Luján     | 28 de abril | 15:30 |
| Defensores de Cambaceres | 2 - 0 | Central Córdoba (R) | 12 de Octubre          | 28 de abril | 15:35 |
| San Telmo                | 0 - 0 | Dock Sud            | Dr. Osvaldo Baletto    | 29 de abril | 15:30 |

| Talleres (RdE)      | 1 - 3 | Defensores Unidos        | Talleres de Remedios de Escalada | 2 de mayo | 15:30 |
| Liniers             | 0 - 1 | Defensores de Cambaceres | Juan Antonio Arias               | 2 de mayo | 15:30 |
| Ituzaingó           | 1 - 2 | Argentino de Quilmes     | Ituzaingó                        | 2 de mayo | 15:35 |
| Argentino (M)       | 0 - 0 | San Telmo                | Argentino (M)                    | 3 de mayo | 15:30 |
| General Lamadrid    | 1 - 0 | J.J. Urquiza             | Enrique Sexto                    | 3 de mayo | 15:30 |
| Sportivo Italiano   | 3 - 0 | Sacachispas              | República de Italia              | 4 de mayo | 11:00 |
| Central Córdoba (R) | 0 - 0 | Excursionistas           | Gabino Sosa                      | 4 de mayo | 15:00 |
| Deportivo Español   | 0 - 3 | Deportivo Laferrere      | Nueva España                     | 4 de mayo | 15:30 |
| Dock Sud            | 3 - 4 | Midland                  | Ramón Roque Martín               | 5 de mayo | 15:30 |
| Berazategui         | 1 - 0 | Luján                    | República de Italia              | 5 de mayo | 15:30 |

| Argentino de Quilmes     | 1 - 1 | Sportivo Italiano   | Argentino de Quilmes | 10 de mayo | 11:00 |
| Sacachispas              | 2 - 1 | Dock Sud            | Beto Larrosa         | 10 de mayo | 15:30 |
| Defensores de Cambaceres | 1 - 1 | General Lamadrid    | 12 de Octubre        | 11 de mayo | 12:00 |
| Midland                  | 0 - 1 | Argentino (M)       | Ciudad de Libertad   | 11 de mayo | 15:30 |
| San Telmo                | 2 - 2 | Deportivo Español   | Dr. Osvaldo Baletto  | 12 de mayo | 15:30 |
| Defensores Unidos        | 1 - 0 | Ituzaingó           | Gigante de Villa Fox | 12 de mayo | 15:30 |
| Excursionistas           | 3 - 2 | Liniers             | Don León Kolbovsky   | 12 de mayo | 15:30 |
| Luján                    | 0 - 0 | Central Córdoba (R) | Municipal de Luján   | 12 de mayo | 15:30 |
| J.J. de Urquiza          | 0 - 3 | Talleres (RdE)      | Ramón Roque Martín   | 12 de mayo | 15:30 |
| Deportivo Laferrere      | 3 - 1 | Berazategui         | José Luis Sánchez    | 12 de mayo | 20:00 |

| General Lamadrid         | 1 - 1 | Talleres (RdE)       | Enrique Sexto                    | 16 de mayo | 15:30 |
| Argentino (M)            | 4 - 0 | Sacachispas          | Argentino (M)                    | 16 de mayo | 15:30 |
| Ituzaingó                | 1 - 0 | J.J. de Urquiza      | Ituzaingó                        | 16 de mayo | 15:30 |
| Defensores de Cambaceres | 4 - 1 | Excursionistas       | 12 de Octubre                    | 16 de mayo | 15:30 |
| Liniers                  | 1 - 1 | Luján                | Juan Antonio Arias               | 16 de mayo | 15:35 |
| Deportivo Español        | 1 - 0 | Midland              | Nueva España                     | 17 de mayo | 11:00 |
| Berazategui              | 1 - 3 | San Telmo            | Talleres de Remedios de Escalada | 17 de mayo | 15:30 |
| Sportivo Italiano        | 1 - 0 | Defensores Unidos    | República de Italia              | 17 de mayo | 15:30 |
| Central Córdoba (R)      | 0 - 0 | Deportivo Laferrere  | Gabino Sosa                      | 18 de mayo | 15:35 |
| Dock Sud                 | 0 - 1 | Argentino de Quilmes | República de Italia              | 19 de mayo | 15:30 |

| San Telmo            | 1 - 1 | Central Córdoba (R)      | Lorenzo Arandilla                | 23 de mayo | 15:30 |
| Talleres (RdE)       | 0 - 1 | Ituzaingó                | Talleres de Remedios de Escalada | 23 de mayo | 15:30 |
| Argentino de Quilmes | 5 - 0 | Argentino (M)            | Argentino de Quilmes             | 23 de mayo | 15:30 |
| J.J. de Urquiza      | 1 - 1 | Sportivo Italiano        | Ramón Roque Martín               | 23 de mayo | 15:30 |
| Deportivo Laferrere  | 1 - 1 | Liniers                  | José Luis Sánchez                | 23 de mayo | 15:35 |
| Sacachispas          | 1 - 1 | Deportivo Español        | Enrique Sexto                    | 23 de mayo | 15:35 |
| Defensores Unidos    | 0 - 1 | Dock Sud                 | Gigante de Villa Fox             | 23 de mayo | 15:40 |
| Midland              | 0 - 0 | Berazategui              | Ciudad de Libertad               | 23 de mayo | 15:45 |
| Luján                | 1 - 0 | Defensores de Cambaceres | Municipal de la Ciudad de Luján  | 23 de mayo | 15:45 |
| Excursionistas       | 0 - 1 | General Lamadrid         | República de Mataderos           | 25 de mayo | 15:30 |

## Goleadores
| Pos. | Jugador              | Jugador                 | Goles | Equipo                   |
| ---- | -------------------- | ----------------------- | ----- | ------------------------ |
| 1.º  | Bandera de Argentina | Matías Gastón Castro    | 17    | Defensores de Cambaceres |
| 2.º  | Bandera de Argentina | Diego Jaime             | 16    | Argentino (M)            |
| 3.º  | Bandera de Argentina | Ricardo Segundo         | 14    | San Telmo                |
| 4.º  | Bandera de Argentina | Gustavo Fernández       | 13    | Deportivo Laferrere      |
| 4.º  | Bandera de Argentina | Eugenio Peralta Cabrera | 13    | Defensores Unidos        |
| 4.º  | Bandera de Argentina | Gastón Silvani          | 13    | Central Córdoba (R)      |
| 5.º  | Bandera de Argentina | Nicolás Horacio         | 12    | Liniers                  |
| 5.º  | Bandera de Argentina | Gustavo Lanaro          | 12    | General Lamadrid         |

Fuente: Solo Ascenso - Goleadores

## Torneo reducido
Los equipos ubicados del 2.º al 5.º lugar de la tabla de posiciones participaron del Reducido. El mismo consiste en un torneo por eliminación directa que inicia enfrentándose en semifinales, a doble partido, el 2.º contra el 5.º y el 3.º al 4.º. Los ganadores avanzarán a la final, que se definirá también en partidos de ida y vuelta. El equipo que haya finalizado el torneo regular mejor posicionado que su adversario cerró la serie como local. El equipo que resultó ganador del torneo obtuvo el segundo ascenso y juega la temporada entrante en la Primera B Metropolitana.

### Cuadro
|  | Semifinales              | Semifinales             | Semifinales             |   |                          | Final          | Final          | Final          |  |
|  | 27 de mayo y 1 de junio  | 27 de mayo y 1 de junio | 27 de mayo y 1 de junio |   |                          | 4 y 9 de junio | 4 y 9 de junio | 4 y 9 de junio |  |
|  |                          |                         |                         |   |                          |                |                |                |  |
|  |                          |                         |                         |   |                          |                |                |                |  |
|  | Deportivo Español        | 3                       | 1                       |   |                          |                |                |                |  |
|  | Deportivo Español        | 3                       | 1                       |   |                          |                |                |                |  |
|  | Deportivo Laferrere      | 3                       | 0                       |   |                          |                |                |                |  |
|  | Deportivo Laferrere      | 3                       | 0                       |   | Defensores de Cambaceres | 0              | 0              |                |  |
|  |                          |                         |                         |   | Defensores de Cambaceres | 0              | 0              |                |  |
|  |                          |                         | Deportivo Español       | 1 | 0                        |                |                |                |  |
|  | Defensores de Cambaceres | 1                       | Deportivo Español       | 1 | 0                        | 1              |                |                |  |
|  | Defensores de Cambaceres | 1                       |                         |   |                          | 1              |                |                |  |
|  | Argentino de Quilmes     | 0                       | 0                       |   |                          |                |                |                |  |
|  | Argentino de Quilmes     | 0                       | 0                       |   |                          |                |                |                |  |
|  |                          |                         |                         |   |                          |                |                |                |  |

- Nota: En cada llave, el equipo ubicado en la primera línea es el que ejerce la localía en el partido de vuelta.

 Fuente: Cuadrangular Segundo ascenso

### Semifinales
| 27 de mayo 15:30 | Argentino de Quilmes | 0:1     | Defensores de Cambaceres | Argentino de Quilmes, Quilmes                              |                                                            |
|                  |                      | Reporte |                          | Asistencia: 1054 espectadores Árbitro(s): Cristian Benítez | Asistencia: 1054 espectadores Árbitro(s): Cristian Benítez |

| 1 de junio 15:00 | Defensores de Cambaceres | 1:0 (0:0) | Argentino de Quilmes | 12 de Octubre, Ensenada   |                           |
|                  | Esteban Selpa 85'        | Reporte   |                      | Árbitro(s): Damián Rubino | Árbitro(s): Damián Rubino |

| 27 de mayo 20:00 | Deportivo Laferrere                                           | 3:3 (2:2) | Deportivo Español                                                    | José Luis Sánchez, Laferrere |                             |
|                  | Juan Coassini 5' · Daniel De Santis 45' · Sebastián Pérez 50' |           | Cristian Amarilla 10' · Jorge Chiquilito 16' · Guillermo Carrizo 78' | Árbitro(s): Rodrigo Pafundi  | Árbitro(s): Rodrigo Pafundi |

| 1 de junio 15:00 | Deportivo Español     | 1:0 (0:0) | Deportivo Laferrere | Nueva España, Buenos Aires                                   |                                                              |
|                  | Guillermo Carrizo 49' | Reporte   |                     | Asistencia: 2000 espectadores Árbitro(s): Leandro Rey Hilfer | Asistencia: 2000 espectadores Árbitro(s): Leandro Rey Hilfer |

### Final
| 4 de junio 14:00 | Deportivo Español | 1:0 (0:0) | Defensores de Cambaceres | Nueva España, Buenos Aires |  |

| 9 de junio 15:00 | Defensores de Cambaceres | 0:0 | Deportivo Español | Juan Carmelo Zerrillo, La Plata |  |